# Fernand Steens
Fernand Steens – belgijski zapaśnik walczący w stylu klasycznym. Olimpijczyk z Londynu 1908, gdzie zajął siedemnaste miejsce w wadze lekkiej.

## Turniej wLondynie 1908
| Konkurencja            | Walki                | Klas. końcowa |
| Konkurencja            | Przeciwnik I         | Miejsce       |
| ---------------------- | -------------------- | ------------- |
| 66,6 kg styl klasyczny | Carl Carlsen (DEN) P | 17.           |